# Herb Bełżyc

Herb do 2016 roku

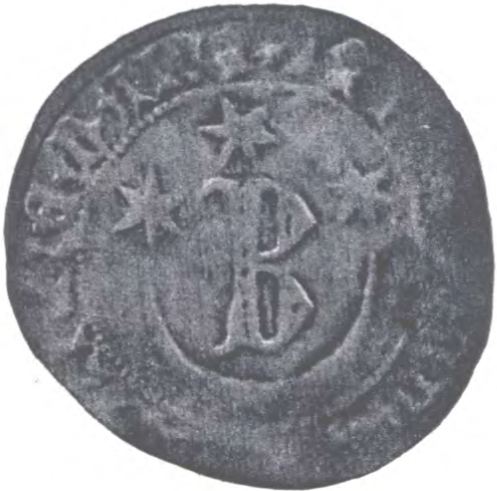
Najstarsza pieczęć miejska Bełżyc

Herb Bełżyc – jeden z symboli miasta Bełżyce i gminy Bełżyce w postaci herbu.

## Wygląd i symbolika
Herb przedstawia w błękitnej tarczy herbowej stylizowaną, złotą literę "B", stanowiącą inicjał nazwy miasta Bełżyce. Spoczywa ona na ułożonym poziomo złotym półksiężycu. Nad rogami półksiężyca oraz w centrum górnej części tarczy umieszczone są trzy złote gwiazdy sześcioramienne. 
Herb nawiązuje do herbu Leliwa rodu Tarnowskich założycieli i długoletnich właścicieli miasta.

## Historia
Pierwsza znana pieczęć została odciśnięta na dokumencie z 1581-82 roku, ale jej typ wskazuje na wykonanie w XV wieku. Pieczęć okrągła, o średnicy 43 mm, w jej polu godło herbowe, oddzielone linią perełkową od legendy w stylu gotyckim SEC(RETUM) CIVITATIS BELZICZE(NSIS) MAIUS +. Odcisk jest dobrze zachowany w części zawierającej godło, zatarta jest część legendy. Oryginał przechowywany jest w Muzeum Narodowym w Krakowie w tzw. Zbiorze Wittyga pod sygnaturą 558/27.
W wiekach kolejnych godło na pieczęci uległo zniekształceniu, zatracając swoje powiązanie z Leliwą. W pierwszej połowie XVII wieku wykonano słabej jakości stempel wójtowski. Różnica w godle polegała na objęciu całości inicjału przez półksiężyc oraz ułożenie gwiazd w pas. Mało czytelny odcisk tej pieczęci znamy z dokumentu z 1638 roku. Pieczęć o średnicy ok. 35 mm z legendą SIGIL(UM) ADVOCATIALE CIVITAT(IS) BELZICE(NSIS). Odcisk znajduje się w Archiwum Państwowym w Lublinie w księgach wójtowskich i ławniczych Bełżyc. 
Stempel ten posłużył także do stworzenia pieczęci ogólnomiejskiej o średnicy ok. 40 mm, z legendą SIGILLVM BELZICENSIS. Pieczęć tę sprawiono w XVII wieku i była jeszcze w użyciu w XIX wieku, z którego to okresu znamy szereg jej odcisków m.in. na dokumentach z 1807 i 1820. Odciski te zobaczyć można w Archiwum Państwowym w Lublinie w księgach wójtowskich i ławniczych Bełżyc.
Ponieważ bełżyckie godło było obecne na pieczęciach miejskich jeszcze w XIX wieku, dawny herb Bełżyc pojawił się jako projekt pośród innych projektów stworzonych na potrzeby tzw. Albumu Heroldii Królestwa Polskiego w 1847 roku. Również wtedy po raz pierwszy zaproponowano barwy herbu Bełżyc. Dla pola była to barwa błękitna, złota dla litery i srebrna dla gwiazd i księżyca. Być może projektant kolorowej wersji herbu omyłkowo przyjął za podstawę inny herb szlachecki.
Herb przyjęty uchwałą nr XIX/101/2016 Rady Miejskiej w Bełżycach z 17 marca 2016 opracowali Kamil Wójcikowski oraz Robert Fidura i wzorowany był bezpośrednio na najstarszej pieczęci.